# Учасники Першої світової війни

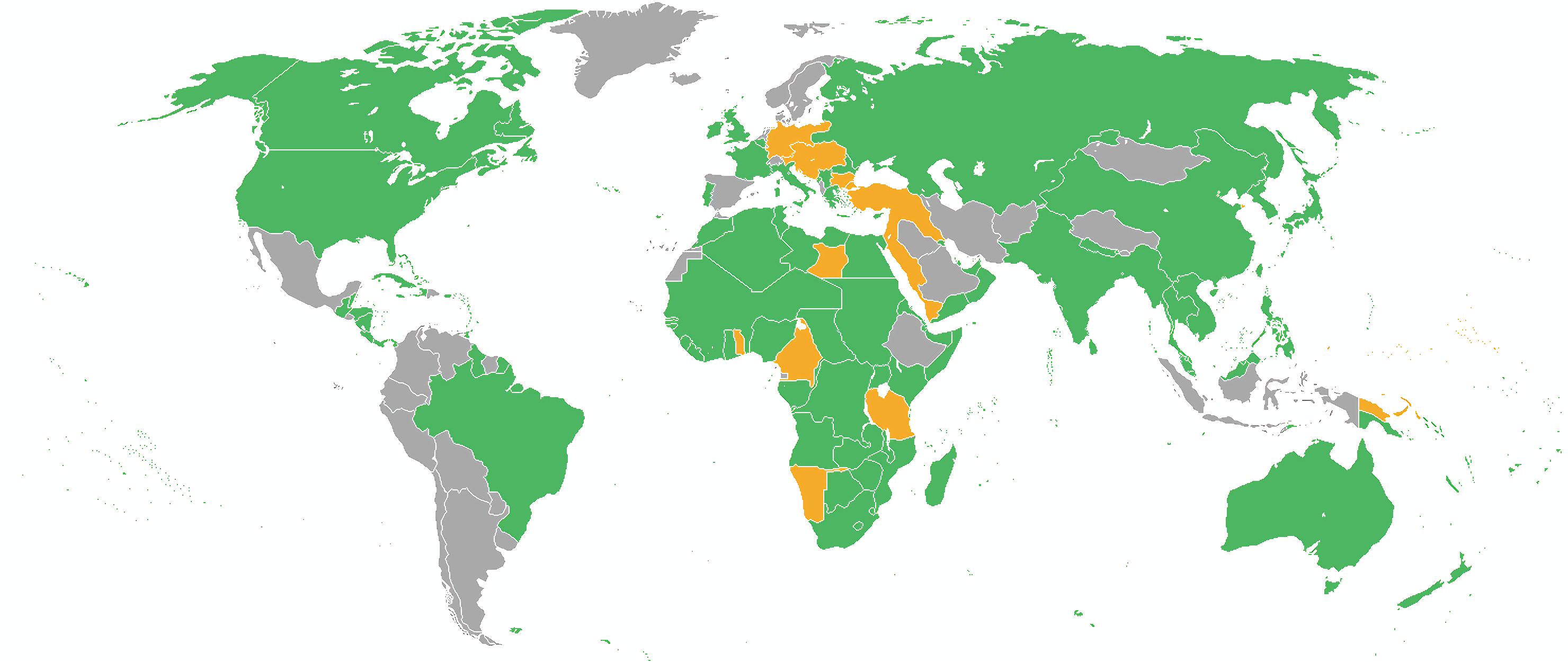
Карта світу за часів Першої світової війни

Учасники Першої світової війни
Союзники по Антанті
Колонії, домініони, залежні та окуповані території країн Антанти
Центральні держави
Колонії та окуповані території Центральних держав
Нейтральні країни

Учасники Першої світової війни — держави світу, що брали участь у Першій світовій війні.

## Історія
Виникнення Першої світової війни (серпень 1914 — листопад 1918) було не випадковим. Вона була закономірним результатом гострих суперечностей між великими світовими державами. Головним був англо-німецький економічний, військово-морський і колоніальний антагонізм. Німеччина мріяла захопити значну частину колоній британської корони. Обидві країни, ведучи боротьбу за перевагу на морях, нарощували свої військово-морські сили. Франко-німецькі суперечності почалися через землі, відібрані у Франції після франко-прусської війни 1870–1871.
Особливої гостроти набули суперечності великих країн на Балканах і Близькому Сході. Німеччина намагалася розширити тут сферу свого впливу, а Австро-Угорщина після анексії Боснії та Герцеговини готувалася захопити Сербію. Росія прагнула зберегти і розширити свої політичні позиції на Балканах, захопити протоки і Константинополь, Західну Україну.
Вбивство спадкоємця австро-угорського престолу ерцгерцога Франца Фердинанда 28 червня 1914 у боснійському місті Сараєво послугувало безпосереднім приводом до розв'язання світової війни. Австро-Угорщина пред'явила Сербії ультиматум. А 28 липня 1914 Австро-Угорщина оголосила Сербії війну.
1 серпня Німецька імперія оголосила війну Російській імперії й відповідно до свого стратегічного плану сконцентрувала війська на західних кордонах. Російська імперія почала загальну мобілізацію. 3 серпня Німеччина оголосила війну Франції, а перед Бельгією висунула вимогу пропустити свої війська через її територію. З вимогою поважати нейтралітет Бельгії виступила Велика Британія. Порушення нейтралітету Бельгії стало приводом для оголошення Британією 4 серпня війни Німеччині.
У перші дні війни про свій нейтралітет оголосили Болгарія, Греція, Іспанія, Португалія, Голландія, Данія, Швеція, Норвегія, США, Італія, Румунія, Османська імперія, а також більшість країн Латинської Америки.
Таким чином, війна стала світовою: сюди були втягнуті 36 країн з населенням понад 1,5 млрд чоловік, тобто 75% населення земної кулі. В армії воюючих країн було мобілізовано понад 73 млн чоловік.

## Антанта
Країни Антанти, які були основними учасниками світової битви зі своїми колоніями, домініонами, залежними територіями:
- Британська імперія
  -  Велика Британія
  -  Австралія
  -  Канада
  -  Британська Індія
  -  Нова Зеландія
  -  Ньюфаундленд
  -  Південна Родезія
  -  Мальта
  -  Південно-Африканський Союз
  -  Британські заморські території
- Франція
  -  Французька колоніальна імперія
- Російська імперія/з 1917  республіка

З початку та протягом Першої світової війни на боці Антанти билися понад 20 країн, і термін Антанта, став вживатися до позначення усіх учасників боротьби з Четверним союзом:
- Андорра
- Бельгія
- Бразилія
- Вірменія
- Грецьке королівство
- Гватемала
- Гаїті
- Гондурас
- Еквадор
- Італія
- Коста-Рика
- Куба
- Китай
- Ліберія
- Непал
- Нікарагуа
- /  Нові Гебриди
- Панама
- Португалія
  -  Португальська колоніальна імперія
- Румунія
- Королівство Сербія
- Сіам
- США
  -  Аляска
  -  Гаваї
  -  Пуерто-Рико
  -  Філіппіни
  -  Території США
- Королівство Чорногорія
- Японія
  -  Корея
  -  Тайвань
  -  Колонії Японської імперії

## Центральні держави
- Німецька імперія
  -  Німецька колоніальна імперія
- Австро-Угорщина
- Османська імперія
- Болгарське царство

Країни, що протягом Першої світової війни билися на боці Четверного союзу:
- Азербайджанська Демократична Республіка
- Держава дервішів
- Джебель-Шаммар
- Українська Держава

## Нейтральні країни
- Албанія
- Аргентина
- Афганістан
- Болівія
- Бутан
- Венесуела
- Данія
- Ефіопія
- Іспанія
- Колумбія
- Ліхтенштейн
- Люксембург
- Мексика
- Монако
- Монголія
- Нідерланди
- Норвегія
- Парагвай
- Персія
- Перу
- Сальвадор
- Сан-Марино
- Тибет
- Уругвай
- Чилі
- Швейцарія
- Швеція

## Хронологія оголошення війни

Європа у 1914

| Дата         | Хто оголосив                           | Кому оголошено                                                        |
| 1914         | 1914                                   | 1914                                                                  |
| ------------ | -------------------------------------- | --------------------------------------------------------------------- |
| 28 липня     | Австро-Угорщина                        | Королівство Сербія                                                    |
| 1 серпня     | Німецька імперія                       | Російська імперія                                                     |
| 3 серпня     | Німецька імперія                       | Франція                                                               |
| 4 серпня     | Німецька імперія                       | Бельгія                                                               |
| 4 серпня     | Велика Британія                        | Німецька імперія                                                      |
| 5 серпня     | Королівство Чорногорія                 | Австро-Угорщина                                                       |
| 6 серпня     | Австро-Угорщина                        | Російська імперія                                                     |
| 6 серпня     | Королівство Сербія                     | Німецька імперія                                                      |
| 9 серпня     | Королівство Чорногорія                 | Німецька імперія                                                      |
| 11 серпня    | Франція                                | Австро-Угорщина                                                       |
| 12 серпня    | Велика Британія                        | Австро-Угорщина                                                       |
| 22 серпня    | Австро-Угорщина                        | Бельгія                                                               |
| 23 серпня    | Японія                                 | Німецька імперія                                                      |
| 25 серпня    | Японія                                 | Австро-Угорщина                                                       |
| 1 листопада  | Російська імперія                      | Османська імперія                                                     |
| 2 листопада  | Королівство Сербія                     | Османська імперія                                                     |
| 3 листопада  | Королівство Чорногорія                 | Османська імперія                                                     |
| 5 листопада  | Велика Британія Франція                | Османська імперія                                                     |
| 1915         |                                        |                                                                       |
| 23 травня    | Королівство Італія                     | Австро-Угорщина                                                       |
| 3 червня     | Сан-Марино                             | Австро-Угорщина                                                       |
| 21 серпня    | Королівство Італія                     | Османська імперія                                                     |
| 14 жовтня    | Болгарське царство                     | Королівство Сербія                                                    |
| 15 жовтня    | Велика Британія Королівство Чорногорія | Болгарське царство                                                    |
| 16 жовтня    | Франція                                | Болгарське царство                                                    |
| 19 жовтня    | Королівство Італія Російська імперія   | Болгарське царство                                                    |
| 1916         |                                        |                                                                       |
| 9 березня    | Німецька імперія                       | Португалія                                                            |
| 15 березня   | Австро-Угорщина                        | Португалія                                                            |
| 27 серпня    | Румунія                                | Австро-Угорщина                                                       |
| 27 серпня    | Королівство Італія                     | Німецька імперія                                                      |
| 28 серпня    | Німецька імперія                       | Румунія                                                               |
| 30 серпня    | Османська імперія                      | Румунія                                                               |
| 1 листопада  | Болгарське царство                     | Румунія                                                               |
| 1917         |                                        |                                                                       |
| 6 квітня     | США                                    | Німецька імперія                                                      |
| 7 квітня     | Куба                                   | Німецька імперія                                                      |
| 10 квітня    | Болгарське царство                     | США                                                                   |
| 13 квітня    | Болівія                                | Німецька імперія                                                      |
| 20 квітня    | Османська імперія                      | США                                                                   |
| 2 липня      | Грецьке королівство                    | Німецька імперія Австро-Угорщина Османська імперія Болгарське царство |
| 22 липня     | Сіам                                   | Німецька імперія Австро-Угорщина                                      |
| 4 серпня     | Ліберія                                | Німецька імперія                                                      |
| 14 серпня    | Китай                                  | Німецька імперія Австро-Угорщина                                      |
| 6 жовтня     | Перу                                   | Німецька імперія                                                      |
| 7 жовтня     | Уругвай                                | Німецька імперія                                                      |
| 26 жовтня    | Бразилія                               | Німецька імперія                                                      |
| 7 грудня     | США                                    | Австро-Угорщина                                                       |
| 7 грудня     | Еквадор                                | Німецька імперія                                                      |
| 10 грудня    | Панама                                 | Австро-Угорщина                                                       |
| 16 грудня    | Куба                                   | Австро-Угорщина                                                       |
| 1918         |                                        |                                                                       |
| 23 квітня    | Гватемала                              | Німецька імперія                                                      |
| 8 травня     | Нікарагуа                              | Німецька імперія Австро-Угорщина                                      |
| 23 травня    | Коста-Рика                             | Німецька імперія                                                      |
| 12 липня     | Гаїті                                  | Німецька імперія                                                      |
| 19 липня     | Гондурас                               | Німецька імперія                                                      |
| 10 листопада | Румунія                                | Німецька імперія                                                      |

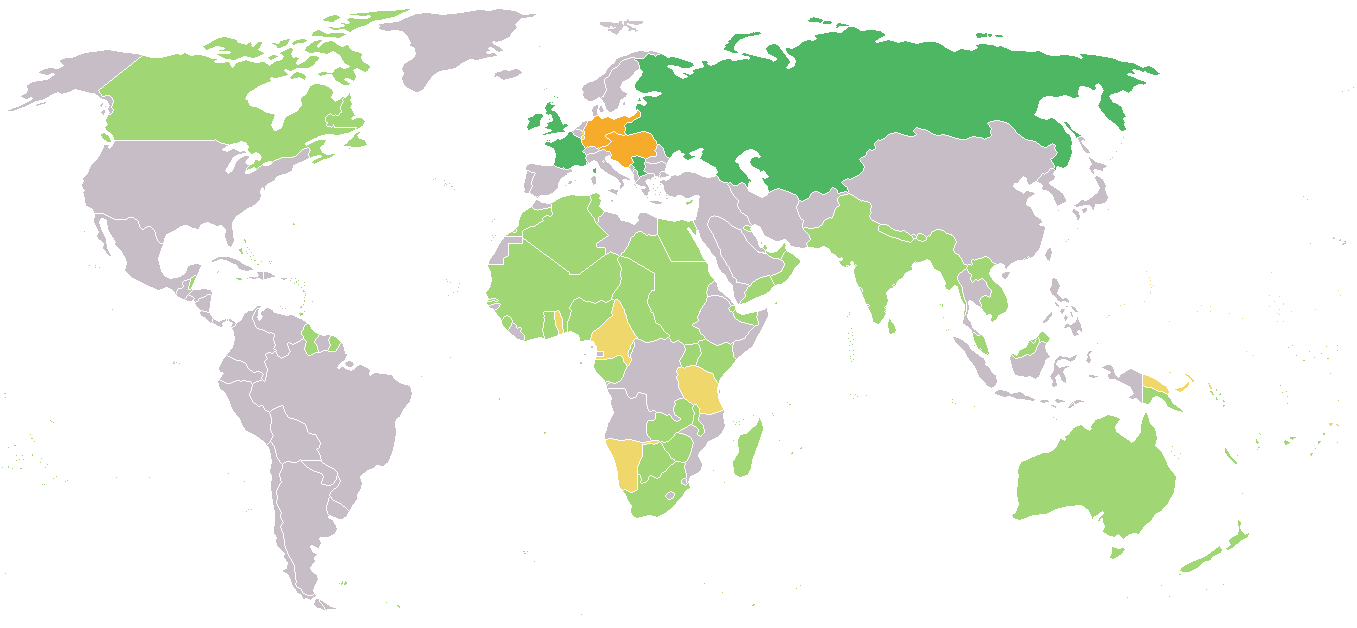
Країни Антанти та Четверного союзу на серпень 1914 року

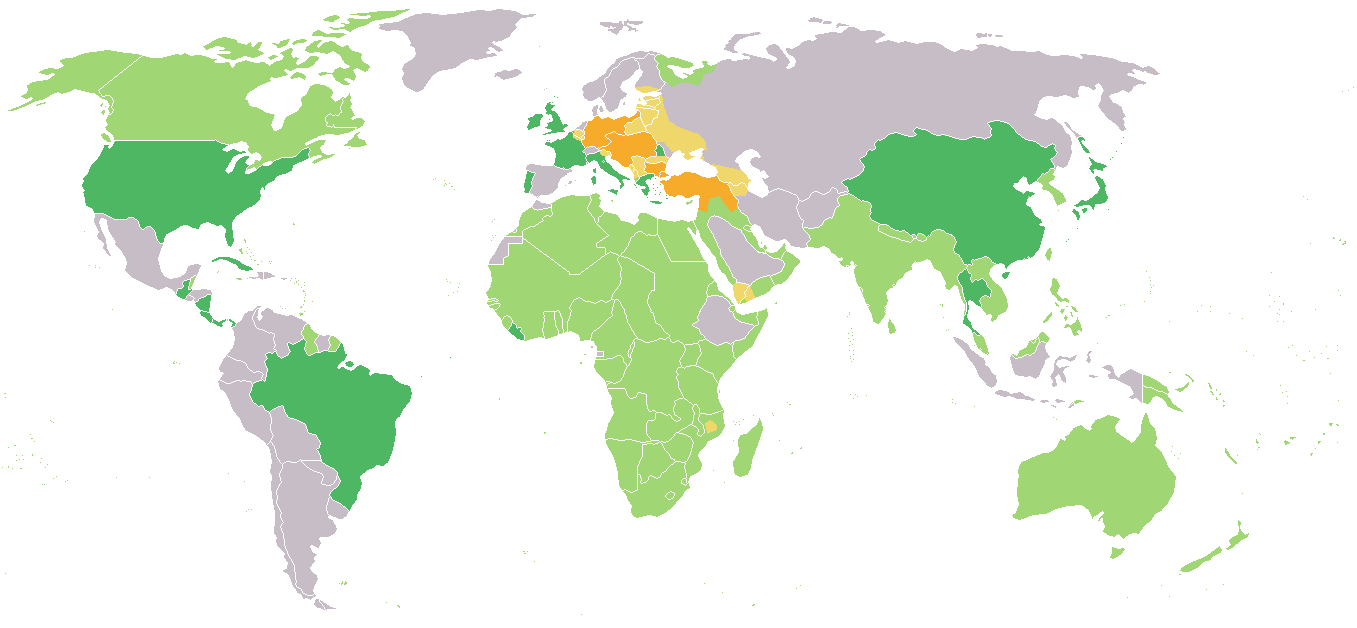
Країни Антанти та Четверного союзу на листопад 1918 року

- жовтим кольором відмічені країни, що розірвали дипломатичні відносини, а не оголошували війну